# Teenage Mutant Ninja Turtles: Mutant Mayhem
Teenage Mutant Ninja Turtles: Mutant Mayhem är en amerikansk animerad äventyrs- och actionfilm från 2023. Filmen är regisserad av Jeff Rowe och Kyler Spears. För manus har Brendan O'Brien, Kevin Eastman och Peter Laird svarat.
Filmen hade biopremiär i Sverige den 2 augusti 2023, utgiven av Paramount Pictures.

## Handling
Ninjasköldpaddorna har under många år levt avskärmade från världen där människorna bor. Nu ska sköldpaddsbröderna ut och vinna New York-bornas hjärtan genom att utföra nya hjältedåd. Deras vän April O'Neil ska hjälpa dem att bekämpa ett brottssyndikat, men när en mutantarmé släpps lös visar det sig att de kanske tagit sig vatten över huvudet.

## Rollista (i urval)

### Engelska originalröster
- Nicolas Cantu – Leonardo
- Shamon Brown Jr. – Michelangelo
- Micah Abbey – Donatello
- Brady Noon – Raphael
- Jackie Chan – Splinter
- Ayo Edebiri – April O'Neil
- Seth Rogen – Bebop
- John Cena – Rocksteady
- Rose Byrne – Leatherhead
- Ice Cube – Superfly
- Post Malone – Ray Fillet
- Paul Rudd – Mondo Gecko
- Maya Rudolph – Cynthia Utrom
- Natasia Demetriou – Wingnut
- Giancarlo Esposito – Baxter Stockman